# Moienmarkt

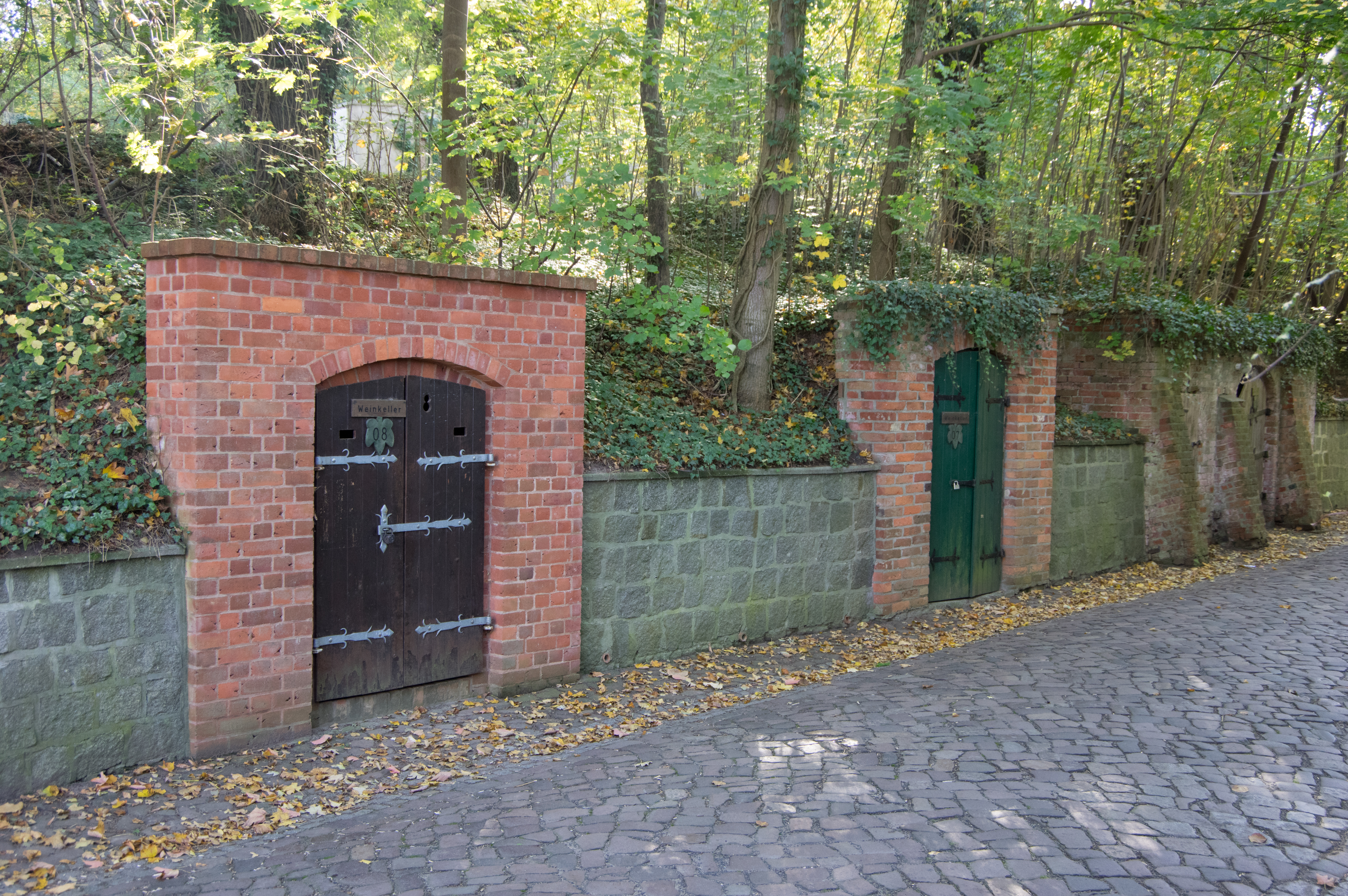
Die teilweise geöffneten Bergkeller bieten zu den Feierlichkeiten Zutritt

Der Moienmarkt ist ein Volksfest, welches in der brandenburgischen Stadt Schlieben  seit 1593 gefeiert wird. Jeweils am Wochenende vor dem ersten  Julimontag eines Jahres finden die  Veranstaltungen statt. Mit  mehreren tausend Besuchern ist es eines der größten Volksfeste der Umgebung. 

## Geschichte
Erste Hinweise auf den Markt finden sich für das Jahr 1593. Der Moienmarkt wurde auch Johannismarkt genannt, da er jährlich am Johannistag stattfand. Der Begriff Moie bedeutet Mädchen bzw. Magd.
Bei der auf dem Fest stattfindenden Moienwahl müssen Mädchen ihre Geschicklichkeit in Haus und Hof unter Beweis stellen. Eine Jury  wählt anschließend die Beste zur Moie des Jahres.